# Долгинино (Московская область)
Долгинино — деревня в сельском поселении Клементьевское Можайского района Московской области. До реформы 2006 года относилась к Павлищевскому сельскому округу. Численность постоянного населения по Всероссийской переписи 2010 года — 12 человек.
Деревня расположена на северо-востоке района, примерно в 6 км к северу от Можайска, на левом берегу реки Искона, высота над уровнем моря 175 м. Ближайшие населённые пункты — Гавшино на западе, Сергово на севере и Холдеево на востоке.